# Mătrăguna (comedie)
Mătrăguna este o comedie a gânditorului politic florentin Niccolò Machiavelli. Opera este compusă din 5 acte, acțiunea petrecându-se în Florența. Printre sursele de inspirație ale comediei sunt atât operele dramaturgilor antici Plautus și Terențiu, cât și faimoasa carte contemporană a lui Boccaccio, Decameronul. Mătrăguna a fost comparată și cu scrierea principală a lui Machiavelli, Principele, întrucât în atingerea scopurilor sale - în acest caz amoroase - protagonistul procedează calculat și strategic. 

## Personajele
- Callimaco, protagonistul tânăr și bogat, îndrăgostit de Lucrezia
- Siro, servitorul credincios al lui Callimaco
- Messer Nicia Calfucci, soțul bogat, prost și încornorat al lui Lucrezia
- Ligurio, pețitorul viclean
- Sostrata, mama lui Lucrezia și soacra lui Messer Nicia
- Călugărul Timoteo, confesorul arghirofil al lui Lucrezia
- O femeie, discută cu călugărul Timoteo în biserică
- Lucrezia, soția tânără și virtuoasă a lui Messer Nicia și obiectul pasiunii lui Callimaco

## Acțiunea
Întâmplarea cu aer boccacesc, pare a fi avut loc în anul 1504, pe baza aluziilor din prima scenă a primului act. Acțiunea debutează cu o convorbire între Siro si Callimaco. Callimaco dorește să îi mărturisească slugii sale de ce a plecat pe neașteptat din Paris. Callimaco trăise de la vârsta de 10 ani, când muriseră părinții săi, la Paris și a decis după primii zece ani să rămână acolo, pentru că patria sa fusese cotropită de către regele Carlo, în timpul războaielor Italiei. Dispunând să i se vândă toata averea, în afara casei din Florența, a trăit alți zece ani fericiți, petrecuți între studii, petreceri și administrarea propriei averi. 
Acestea se schimbă când în timpul unei dispute între doi invitați ai săi, unul, numit Cammillo invocă frumusețea madonnei Lucrezia, soția lui Nicia Calfucci. Callimaco îi mărturisește servitorului său că Lucrezia este o soție cinstită și intangibilă, pentru că soțul său îi satisface toate dorințele și nu întreține o viață socială activă în casa sa. Callimaco se împrietenește cu Ligurio, un obișnuit al casei lui Messer Nicia, care încearcă să le inducă soților ideea de a merge la băi, în luna mai. Speranța lui Callimaco este că la băi Lucrezia și-ar putea schimba comportamentul și că el s-ar putea împrieteni cu cuplul, având să o seducă pe Lucrezia. 
Planul este schimbat când Callimaco află că Lucrezia încearcă să facă un copil, dar nu reușește de șase ani. Pozând în doctor, îi recoamandă lui Nicia, care îi fusese prezentat între timp de Ligurio, să îi dea lui Lucrezia să bea o fiertură de mătrăgună, mințindu-l că acest leac îl va omorî pe primul bărbat care se va culca după aceea cu Lucrezia (pentru că ar absorbi toată otrava mătrăgunii). Callimaco și Ligurio îl conving pe Nicia să accepte ca Lucrezia să bea licoarea, urmând să găsească pe străzile Florenței un sărman care să cadă victimă otravei aferente poțiunii. Intenția lui Callimaco este ca el însuși să fie "nefericitul". Însă nici messer Nicia Calfucci nu o poate convinge pe nevastă, așa că cei trei bărbați apelează la confesorul, călugărul Timoteo și la mama ei, Sostrata. Finalul piesei este senin, rezolvând tensiunile dramatice acumulate de-a lungul piesei.

## Structura
Opera este precedată de un cântec și de un prolog, ambele în versuri. Primul act este format din 3 scene, al doilea din 6 scene, al treilea din 12 scene, al patrulea din 10 și al cincilea din 6 scene. Între fiecare două acte consecutive, este intercalat câte un cântec de 11 versuri.

## Receptarea
Piesa a fost receptată mai bine decât Andria, o traducere din Terențiu și probabil prima incursiune în dramaturgie a lui Machiavelli. este menționată de Vasari în Viețile celor mai renumiți arhitecți, pictori și sculptori italiani, de la Cimabue până în timpurile noastre. Voltaire a spus în Essay sur le Mouers că prețuiește Mătrăguna mai mult decât toate comediile lui Aristofan.
Piesa a fost pusă în scenă des de-a lungul timpului și a fost și adaptată cinematografic în anul 2008.

## Vezi și
- Listă de piese de teatru italiene